# Anthelephila mirabilis
Anthelephila mirabilis là một loài bọ cánh cứng trong họ Anthicidae. Loài này được Telnov miêu tả khoa học năm 1997.